# Just the Way It Is
A Just the Way It Is című 3. stúdióalbum az amerikai-német származású Sydney Youngblood 1993-ban megjelent albuma, melyről 2 kislemez látott napvilágot. Az album nem volt túl sikeres, így slágerlistás helyezést sem ért el. Az albumról kimásolt Anything című dal az Egyesült Királyságban 48. helyezést ért el, a belga kislemezlistán a 27. míg a német slágerlistán az 51. helyezést érte el a dal. A No Big Deal című dal csupán az angol kislemezlistára került fel, ott nem túl előkelő helyezést, a 90. helyezést érte el.

## Megjelenések
CD  RCA – 74321 13135 2
1. Hold On	3:58
2. Ain't No Love	4:01
3. Anything 3:54
4. Something To Believe In	4:13
5. Long & Winding Road	3:45
6. Marvin's Brother	4:16
7. We're Gonna Change It	4:46
8. Me & Mrs. Jones	2:37
9. Holding Back	5:02
10. Purity Of Creation	4:07
11. Dreamer	4:35
12. No Big Deal	4:10
13. Without You	3:50
14. Heaven	4:25
15. Anything (Frankie Knuckles' Classic Soul Mix) 4:06 Remix – Frankie Knuckles

## Közreműködő előadók
- Producer, Mix – The P'N'T Tribe Of Soulsters
- Írta – Cary Gilbert (dal: 8), C. Zundel* (dalok: 1 to 7, 9 to 15), Kenneth Gamble & Leon Huff* (dalok: 8), M. Staab* (dalok: 1 - 7, 9 - 15), R. Hamm (dalok: 1 to 7, 9 to 15), S. Youngblood (dalok: 1 -  7, 9 to 15)